# Серро-Перо
Серро-Перо[уточнить] (исп. Cerro Peró, гуар. Perõ, Tres Kandu) — высочайшая гора Парагвая (высота — 842 м). Она находится в департаменте Гуайра, в горном хребте Ибитирусу.
Там установлены ретрансляторы радиосвязи, поэтому этот холм имеет важное значение для Вооружённых сил Парагвая. Национальная электрическая компания (НАП) также установила здесь свои ретрансляторы. Сейчас эти сооружения заброшены и давно не работают.